# 中国科学·材料科学
《中国科学：材料科学》创刊于2015年，是中国大陆工程科技类月刊，编辑部位于北京市。此刊物由中国科学院，国家自然科学基金委员会主办。
《中国科学：材料科学》在2018年被中华人民共和国国家新闻出版广电总局新闻报刊司评为2017年全国“百强报刊”。